# Cúp bóng đá quốc tế Ngoại hạng Anh 2016–17
Cúp bóng đá quốc tế ngoại hạng Anh 2016–17 là mùa giải thứ ba của Cúp bóng đá quốc tế ngoại hạng Anh, giải bóng đá cấp câu lạc bộ do Premier League tổ chức, dành cho các cầu thủ dưới 23 tuổi.
Villarreal là đội đương kim vô địch, đánh bại PSV 4-2 trong trận chung kết mùa trước, nhưng đã bị loại ở vòng bảng năm nay.

## Thể thức tham dự
Mười hai đội bóng tại giải trẻ Ngoại hạng Anh được đại diện cho nước Anh tham dự giải này, trong khi đó các câu lạc bộ châu Âu nước ngoài vào đến vòng loại trực tiếp sẽ chắc chắn có suất tham dự mùa sau. Valencia, Feyenoord Rotterdam và Sparta Prague, Dinamo Zagreb, Wolfsburg và Hertha BSC là các đội nước ngoài mới tham dự trong mùa giải 2016–17.

## Vòng bảng
| Chú thích                                                                       |
| ------------------------------------------------------------------------------- |
| Các đội đứng đầu bảng và hai đội nhì bảng có thành tích tốt nhất lọt vào tứ kết |

### Bảng A
| Đội           | Tr | T | H | B | BT | BB | HS | Đ |
| ------------- | -- | - | - | - | -- | -- | -- | - |
| Sunderland    | 3  | 2 | 1 | 0 | 6  | 3  | +3 | 7 |
| Benfica       | 3  | 1 | 1 | 1 | 3  | 2  | +1 | 4 |
| Derby County  | 3  | 1 | 1 | 1 | 4  | 5  | −1 | 4 |
| PSV Eindhoven | 3  | 0 | 1 | 2 | 1  | 4  | −3 | 1 |

| 22 tháng 9 năm 2016 | Derby County                    | 2–1      | PSV Eindhoven         | Burton upon Trent              |  |
| 19:00 BST (UTC+1)   | Blackman pen' (14) · Rawson 19' | Chi tiết | Gudmundsson pen' (63) | Sân vận động: St George's Park |  |

| 14 tháng 10 năm 2016 | Derby County | 0–2      | Benfica                      | Burton upon Trent              |  |
| 19:00 BST (UTC+1)    |              | Chi tiết | - Carvalho 16' - Tavares 72' | Sân vận động: St George's Park |  |

| 18 tháng 11 năm 2016 | Sunderland           | 2–1 | Benfica | Sunderland                                     |  |
| 19:00 BST (UTC+1)    | Asoro 19' · Molyneux |     | Tavares | Sân vận động: Eppleton Colliery Welfare Ground |  |

| 23 tháng 12 năm 2016 | Sunderland               | 2–0 | PSV Eindhoven | Sunderland                     |  |
| 19:00 GMT (UTC)      | Embleton 69' · Asoro 86' |     |               | Sân vận động: Stadium of Light |  |

| 12 tháng 1 năm 2017 | Derby County                         | 2–2      | Sunderland                        | Derby                      |  |
| 19:00 GMT (UTC)     | MacDonald 41' · J. Robson 45' (l.n.) | Chi tiết | Nelson 66' · Cresswell 90' (l.n.) | Sân vận động: iPro Stadium |  |

| 18 tháng 1 năm 2017 | Benfica | 0–0 | PSV Eindhoven | New Malden                 |  |
| 19:00 GMT (UTC)     |         |     |               | Sân vận động: Motspur Park |  |

### Bảng B
| Đội               | Tr | T | H | B | BT | BB | HS | Đ |
| ----------------- | -- | - | - | - | -- | -- | -- | - |
| Manchester United | 3  | 2 | 1 | 0 | 5  | 2  | +3 | 7 |
| Middlesbrough     | 3  | 2 | 1 | 0 | 4  | 2  | +2 | 7 |
| Villarreal        | 3  | 1 | 0 | 2 | 2  | 3  | −1 | 3 |
| Sparta Prague     | 3  | 0 | 0 | 3 | 1  | 5  | −4 | 0 |

| 13 tháng 9 năm 2016 | Manchester United | 1–0 | Villarreal | Leigh                              |  |
| 19:00 GMT (UTC)     | Harrop 34'        |     |            | Sân vận động: Leigh Sports Village |  |

| 11 tháng 10 năm 2016 | Middlesbrough | 1–0 | Villarreal | Middlesbrough                   |  |
| 19:00 BST (UTC+1)    | Cooke 90'     |     |            | Sân vận động: Riverside Stadium |  |

| 15 tháng 10 năm 2016 | Middlesbrough | 1–0 | Sparta Prague | Hartlepool                  |  |
| 19:00 GMT (UTC)      | Cooke 33'     |     |               | Sân vận động: Victoria Park |  |

| 13 tháng 12 năm 2016 | Villarreal | 2–1 | Sparta Prague | Burton upon Trent              |  |
| 19:00 GMT (UTC)      |            |     |               | Sân vận động: St George's Park |  |

| 15 tháng 12 năm 2016 | Manchester United        | 2–0 | Sparta Prague | Leigh                              |  |
| 19:00 GMT (UTC)      | Harrop 21' · Redmond 55' |     |               | Sân vận động: Leigh Sports Village |  |

| 22 tháng 12 năm 2016 | Manchester United           | 2–2 | Middlesbrough    | Leigh                              |  |
| 19:00 GMT (UTC)      | Mitchell 59' · Goss 72' pen |     | de Pena 63', 83' | Sân vận động: Leigh Sports Village |  |

### Bảng C
| Đội            | Tr | T | H | B | BT | BB | HS | Đ |
| -------------- | -- | - | - | - | -- | -- | -- | - |
| Porto          | 3  | 2 | 1 | 0 | 6  | 1  | +5 | 7 |
| Wolfsburg      | 3  | 2 | 0 | 1 | 5  | 4  | +1 | 6 |
| Leicester City | 3  | 1 | 0 | 2 | 2  | 6  | −4 | 3 |
| Liverpool      | 3  | 0 | 1 | 2 | 3  | 5  | −2 | 1 |

| 28 tháng 9 năm 2016 | Liverpool  | 1–2 | Wolfsburg                | Birkenhead                 |  |
| 19:00 BST (UTC+1)   | Lennon 80' |     | Brekalo 51' · Hansen 90' | Sân vận động: Prenton Park |  |

| 11 tháng 10 năm 2016 | Leicester City | 0–3 | Wolfsburg                   | Leicester                                                  |  |
| 19:00 BST (UTC+1)    |                |     | Zawada 42' · Donkor 58' 63' | Sân vận động: King Power Stadium Trọng tài: Thomas Bramall |  |

| 2 tháng 11 năm 2016 | Liverpool  | 1–1 | Porto      | Birkenhead                 |  |
| 19:00 GMT (UTC)     | Lennon 66' |     | Garcia 50' | Sân vận động: Prenton Park |  |

| 12 tháng 11 năm 2016 | Leicester City | 0–2 | Porto                         | Leicester                        |  |
| 19:00 GMT (UTC)      |                |     | Santos 56' · Palmer-Brown 82' | Sân vận động: King Power Stadium |  |

| 3 tháng 12 năm 2016 | Leicester City          | 2–1 | Liverpool  | Leicester                 |  |
| 19:00 GMT (UTC)     | Ndukwu 50' · Ndukwu 77' |     | Wilson 45' | Sân vận động: Holmes Park |  |

| 14 tháng 12 năm 2016 | Porto                                          | 3–0 | Wolfsburg | Brighton                                                |  |
| 19:00 GMT (UTC)      | Francisco Ramos 39' · Areias 44' · Kayembe 58' |     |           | Sân vận động: American Express Elite Performance Centre |  |

### Bảng D
| Đội           | Tr | T | H | B | BT | BB | HS | Đ |
| ------------- | -- | - | - | - | -- | -- | -- | - |
| Dinamo Zagreb | 3  | 2 | 1 | 0 | 4  | 0  | +4 | 7 |
| Swansea City  | 3  | 2 | 1 | 0 | 4  | 1  | +3 | 7 |
| Chelsea       | 3  | 1 | 0 | 2 | 3  | 4  | −1 | 3 |
| Feyenoord     | 3  | 0 | 0 | 3 | 1  | 7  | −6 | 0 |

| 11 tháng 10 năm 2016 | Swansea City                | 2–0 | Feyenoord | Swansea                               |  |
| 19:00 BST (UTC+1)    | Plezier 10' · Biabi 90' pen |     |           | Sân vận động: Landore Training Centre |  |

| 11 tháng 11 năm 2016 | Swansea City | 0–0 | Dinamo Zagreb | Swansea                               |  |
| 19:00 GMT (UTC)      |              |     |               | Sân vận động: Landore Training Centre |  |

| 29 tháng 11 năm 2016 | Chelsea                   | 2–1 | Feyenoord       | Aldershot                       |  |
| 19:00 GMT (UTC)      | Sterling 84' · Tomori 85' |     | Basacikoglu 12' | Sân vận động: Recreation Ground |  |

| 16 tháng 12 năm 2016 | Chelsea | 0–1 | Dinamo Zagreb  | Aldershot                       |  |
| 19:00 GMT (UTC)      |         |     | Mihaljević 38' | Sân vận động: Recreation Ground |  |

| 20 tháng 12 năm 2016 | Feyenoord | 0–3 | Dinamo Zagreb                                 | Stoke d'Abernon                      |  |
| 19:00 GMT (UTC)      |           |     | Mihaljević 25' · Mihaljević 36' · Muhar 90+2' | Sân vận động: Cobham Training Centre |  |

| 22 tháng 12 năm 2016 | Chelsea      | 1–2 | Swansea City          | Aldershot                       |  |
| 19:00 GMT (UTC)      | Quintero 34' |     | Biabi 53' · James 86' | Sân vận động: Recreation Ground |  |

### Bảng E
| Đội          | Tr | T | H | B | BT | BB | HS | Đ |
| ------------ | -- | - | - | - | -- | -- | -- | - |
| Norwich City | 3  | 3 | 0 | 0 | 9  | 3  | +6 | 9 |
| Celtic       | 3  | 2 | 0 | 1 | 6  | 3  | +3 | 6 |
| Aston Villa  | 3  | 1 | 0 | 2 | 5  | 8  | −3 | 3 |
| Valencia     | 3  | 0 | 0 | 3 | 1  | 7  | −6 | 0 |

| 6 tháng 9 năm 2016 | Norwich City                     | 2–0 | Valencia | Norwich                                       |  |
| 19:00 BST (UTC+1)  | Morris 15' · Latorre (l.n.), 28' |     |          | Sân vận động: Carrow Road Lượng khán giả: 829 |  |

| ngày 5 tháng 10 năm 2016 | Aston Villa    | 2–1 | Valencia           | Birmingham               |  |
| 20:00 BST (UTC+1)        | O'Hare 41' 82' |     | Soler Barragan 45' | Sân vận động: Villa Park |  |

| ngày 9 tháng 11 năm 2016 | Aston Villa | 0–3 | Celtic                           | Birmingham               |  |
| 19:00 GMT (UTC)          |             |     | Donnelly 15' 63' · Aitchison 34' | Sân vận động: Villa Park |  |

| ngày 16 tháng 11 năm 2016 | Norwich City                   | 3–0 | Celtic | Norwich                                        |  |
| 19:00 GMT (UTC)           | Morris 6' pen 81' · Murphy 58' |     |        | Sân vận động: Carrow Road Lượng khán giả: 2074 |  |

| ngày 30 tháng 11 năm 2016 | Valencia | 0–3 | Celtic                               | Southampton              |  |
| 19:00 GMT (UTC)           |          |     | Nesbitt 1' · Donnelly 39' · Ajer 56' | Sân vận động: Staplewood |  |

| ngày 12 tháng 1 năm 2017 | Norwich City                                              | 4–3      | Aston Villa                  | Norwich                                                                 |  |
| 19:00 GMT (UTC)          | Maddison 42' · Morris 48' · Middleton 57' · Jaiyesimi 76' | Chi tiết | Davis 29', 52' · Sellars 44' | Sân vận động: Carrow Road Lượng khán giả: 200 Trọng tài: Dean Treleaven |  |

### Bảng F
| Đội             | Tr | T | H | B | BT | BB | HS | Đ |
| --------------- | -- | - | - | - | -- | -- | -- | - |
| Hertha BSC      | 3  | 2 | 1 | 0 | 7  | 3  | +4 | 7 |
| Athletic Bilbao | 3  | 2 | 1 | 0 | 7  | 5  | +2 | 7 |
| Everton         | 3  | 1 | 0 | 2 | 4  | 6  | −2 | 3 |
| Reading         | 3  | 0 | 0 | 3 | 3  | 7  | −4 | 0 |

| ngày 18 tháng 8 năm 2016 | Everton              | 2–1 | Reading  | Southport                 |  |
| 19:00 BST (UTC+1)        | Dyson 7' · Evans 12' |     | Fosu 36' | Sân vận động: Haig Avenue |  |

| ngày 26 tháng 10 năm 2016 | Athletic Bilbao           | 2–2 | Hertha BSC                  | Brighton                                                         |  |
| 19:00 BST (UTC+1)         | Iriondo 6' · Morcillo 76' |     | Kohls 32' · Pelivan 55' pen | Sân vận động: American Express Elite Football Performance Centre |  |

| ngày 23 tháng 11 năm 2016 | Everton   | 1–3 | Hertha BSC                            | Liverpool                   |  |
| 19:00 GMT (UTC)           | Jones 50' |     | Friede 11' · Friede 20' · Mirbach 32' | Sân vận động: Goodison Park |  |

| ngày 23 tháng 11 năm 2016 | Reading     | 2–3 | Athletic Bilbao                                  | High Wycombe             |  |
| 19:00 GMT (UTC)           | Méïte 4' 9' |     | Southwood 45+3' og · Bilbao 71' · Villalibre 72' | Sân vận động: Adams Park |  |

| ngày 14 tháng 12 năm 2016 | Reading | 0–2 | Hertha BSC             | Reading                        |  |
| 19:00 GMT (UTC)           |         |     | Friede 64' · Beyer 74' | Sân vận động: Madejski Stadium |  |

| ngày 21 tháng 12 năm 2016 | Everton     | 1–2 | Athletic Bilbao         | Liverpool                   |  |
| 19:00 GMT (UTC)           | Connolly 9' |     | Córdoba 43' · Núñez 81' | Sân vận động: Goodison Park |  |

## Bảng xếp hạng các đội đứng thứ 2
| Đội             | Tr | T | H | B | BT | BB | HS | Đ |
| --------------- | -- | - | - | - | -- | -- | -- | - |
| Swansea City    | 3  | 2 | 1 | 0 | 4  | 1  | +3 | 7 |
| Athletic Bilbao | 3  | 2 | 1 | 0 | 7  | 5  | +2 | 7 |
| Middlesbrough   | 3  | 2 | 1 | 0 | 4  | 2  | +2 | 7 |
| Celtic          | 3  | 2 | 0 | 1 | 6  | 3  | +3 | 6 |
| Wolfsburg       | 3  | 2 | 0 | 1 | 5  | 4  | +1 | 6 |
| Benfica         | 3  | 1 | 1 | 1 | 3  | 2  | +1 | 4 |

## Vòng knock-out
|  | Tứ kết            | Tứ kết            | Tứ kết     |            |              | Bán kết      | Bán kết | Bán kết |  |  | Chung kết | Chung kết | Chung kết |  |
|  |                   |                   |            |            |              |              |         |         |  |  |           |           |           |  |
|  | Swansea City      | Swansea City      | 5          |            |              |              |         |         |  |  |           |           |           |  |
|  | Swansea City      | Swansea City      | 5          |            |              |              |         |         |  |  |           |           |           |  |
|  | Hertha BSC        | Hertha BSC        | 1          |            |              |              |         |         |  |  |           |           |           |  |
|  | Hertha BSC        | Hertha BSC        | 1          |            | Swansea City | Swansea City | 0       |         |  |  |           |           |           |  |
|  |                   |                   |            |            | Swansea City | Swansea City | 0       |         |  |  |           |           |           |  |
|  |                   |                   | Porto      | Porto      | 1            |              |         |         |  |  |           |           |           |  |
|  | Manchester United | Manchester United | Porto      | Porto      | 1            | 0            |         |         |  |  |           |           |           |  |
|  | Manchester United | Manchester United |            |            |              |              |         |         |  |  |           |           |           |  |
|  | Porto             | Porto             | 2          |            |              |              |         |         |  |  |           |           |           |  |
|  | Porto             | Porto             | 2          |            | Porto        | Porto        | 5       |         |  |  |           |           |           |  |
|  |                   |                   |            |            |              |              |         |         |  |  |           |           |           |  |
|  |                   |                   | Sunderland | Sunderland | 0            |              |         |         |  |  |           |           |           |  |
|  | Norwich City      | Norwich City      | Sunderland | Sunderland | 0            | 6            |         |         |  |  |           |           |           |  |
|  | Norwich City      | Norwich City      |            |            |              |              |         |         |  |  |           |           |           |  |
|  | Dinamo Zagreb     | Dinamo Zagreb     | 0          |            |              |              |         |         |  |  |           |           |           |  |
|  | Dinamo Zagreb     | Dinamo Zagreb     | 0          |            | Norwich City | Norwich City | 0       |         |  |  |           |           |           |  |
|  |                   |                   |            |            | Norwich City | Norwich City | 0       |         |  |  |           |           |           |  |
|  |                   |                   | Sunderland | Sunderland | 1            |              |         |         |  |  |           |           |           |  |
|  | Sunderland        | Sunderland        | Sunderland | Sunderland | 1            | 2            |         |         |  |  |           |           |           |  |
|  | Sunderland        | Sunderland        |            |            |              |              |         |         |  |  |           |           |           |  |
|  | Athletic Bilbao   | Athletic Bilbao   | 0          |            |              |              |         |         |  |  |           |           |           |  |

### Tứ kết
| 15 tháng 2 năm 2017 | Sunderland                  | 2–0      | Athletic Bilbao | Sunderland                                                                             |  |
| 19:00 GMT (UTC)     | E.Robson 25' · Embleton 47' | Chi tiết | Córdoba 52'     | Sân vận động: Stadium of Light Lượng khán giả: 634 Trọng tài: Tom Bramall (Derbyshire) |  |

| 28 tháng 2 năm 2017 | Swansea City | 5–1 | Hertha BSC | Swansea |
| 19:00 GMT (UTC)     |              |     |            |         |

| 2 tháng 2 năm 2017 | Manchester United | 0–2 | Porto               | Leigh                              |  |
| 19:00 GMT (UTC)    |                   |     | Leon 65' · Leon 69' | Sân vận động: Leigh Sports Village |  |

| 27 tháng 2 năm 2017 | Norwich City | 6–0 | Dinamo Zagreb | Norwich                                        |
|                     |              |     |               | Sân vận động: Carrow Road Lượng khán giả: 2526 |

### Bán kết
| 25 tháng 3 năm 2017 | Swansea City | 0–1    | Porto      | Swansea                       |  |
| 12:30 GMT (UTC)     |              | Report | Galeno 64' | Sân vận động: Liberty Stadium |  |

|                   | Norwich City | 0–1 | Sunderland |  |  |
| 19:00 BST (UTC+1) | Asoro        |     |            |  |  |

### Chung  kết
| ngày 17 tháng 5 năm 2017 | Sunderland | 0–5      | Porto                                                      | Sunderland                     |  |
| 19:00 BST (UTC+1)        |            | Chi tiết | Galeno 5', 37' · Pereira 45+2' · Kayembe 51' · Awaziem 55' | Sân vận động: Stadium of Light |  |